# Eleições parlamentares europeias de 2019 (Itália)
As eleições parlamentares europeias de 2019 na Itália foram realizadas a 26 de Maio e serviram para eleger os 73 deputados nacionais para o Parlamento Europeu. Importa referir que, após o Brexit ser oficializado, a Itália passará a ter mais 3 deputados no PE passando assim a sua representação para 76 deputados.

## Composição 2014-2019 (Final do mandato)

### Partidos Nacionais
| Partido                              | Partido                         | Deputados | Grupo                                             |
| ------------------------------------ | ------------------------------- | --------- | ------------------------------------------------- |
|                                      | Partido Democrático             | 26 / 73   | Aliança Progressista dos Socialistas e Democratas |
|                                      | Movimento 5 Estrelas            | 11 / 73   | Europa da Liberdade e da Democracia Directa       |
|                                      | Força Itália                    | 11 / 73   | Grupo do Partido Popular Europeu                  |
| Reformistas e Conservadores Europeus | Força Itália                    | 11 / 73   |                                                   |
|                                      | Liga Norte                      | 6 / 73    | Europa das Nações e das Liberdades                |
|                                      | Artigo 1                        | 3 / 73    | Aliança Progressista dos Socialistas e Democratas |
|                                      | Irmãos de Itália                | 2 / 73    | Reformistas e Conservadores Europeus              |
|                                      | Conservadores e Reformistas     | 2 / 73    | Reformistas e Conservadores Europeus              |
|                                      | A Outra Europa com Tsipras      | 1 / 73    | Esquerda Unitária Europeia/Esquerda Nórdica Verde |
|                                      | Partido da Refundação Comunista | 1 / 73    | Esquerda Unitária Europeia/Esquerda Nórdica Verde |
|                                      | União de Centro                 | 1 / 73    | Grupo do Partido Popular Europeu                  |
|                                      | Federação dos Verdes            | 1 / 73    | Grupo dos Verdes/Aliança Livre Europeia           |
|                                      | Partido Popular Sul Tirolês     | 1 / 73    | Grupo do Partido Popular Europeu                  |
|                                      | Esquerda Italiana               | 1 / 73    | Aliança Progressista dos Socialistas e Democratas |
|                                      | Itália em Comum                 | 1 / 73    | Europa da Liberdade e da Democracia Directa       |
|                                      | Possível                        | 1 / 73    | Aliança Progressista dos Socialistas e Democratas |
|                                      | Independentes                   | 4 / 73    |                                                   |

### Grupos Parlamentares
| Grupo | Grupo                                             | Deputados |
| ----- | ------------------------------------------------- | --------- |
|       | Aliança Progressista dos Socialistas e Democratas | 31 / 73   |
|       | Europa da Liberdade e da Democracia Directa       | 14 / 73   |
|       | Grupo do Partido Popular Europeu                  | 12 / 73   |
|       | Europa das Nações e das Liberdades                | 6 / 73    |
|       | Reformistas e Conservadores Europeus              | 5 / 73    |
|       | Esquerda Unitária Europeia/Esquerda Nórdica Verde | 3 / 73    |
|       | Grupo dos Verdes/Aliança Livre Europeia           | 1 / 73    |
|       | Aliança dos Liberais e Democratas pela Europa     | 1 / 73    |

## Partidos Concorrentes
A lista abaixo apresenta apenas os principais partidos:
| Partido | Partido | Cabeça de Lista   | Ideologia              | Afiliação Europeia                                       |
| ------- | --- | ----------------- | ---------------------- | -------------------------------------------------------- |
|         | Partido Democrático - Artigo 1 - Democracia Solidária | Patrizia Toia     | Social-democracia      | Partido Socialista Europeu                               |
|         | Movimento 5 Estrelas | Luigi Di Maio     | Populismo              | Europa da Liberdade e da Democracia Directa              |
|         | Força Itália - União de Centro - Identidade e Ação - Construção Popular - Movimento pelas Autonomias - Novo Partido Socialista Italiano - Revolução Cristã - Energias pela Itália - Partido Popular Sul Tirolês | Silvio Berlusconi | Democracia cristã      | Partido Popular Europeu                                  |
|         | Liga Norte - Nós com Salvini - Partido Liberal Italiano - Movimento Nacional pela Soberania - Partido Sardenho de Ação                                                                                          | Matteo Salvini    | Populismo de direita   | Aliança Europeia dos Povos e das Nações                  |
|         | A Esquerda - Esquerda Italiana - Partido da Refundação Comunista - A Outra Europa com Tsipras - Partido do Sul                                                                                                  | Nicola Fratoianni | Socialismo democrático | Partido da Esquerda Europeia                             |
|         | Irmãos de Itália - Direção Itália - Alto Adige no Coração - Diventerà Bellissima | Giorgia Meloni    | Conservadorismo        | Aliança dos Reformistas e Conservadores Europeus         |
|         | Europa Verde - Federação dos Verdes - Possível - Itália Verde - Frente Verde - Verdes | Eliana Baldo      | Ecologismo             | Partido Verde Europeu                                    |
|         | Mais Europa - Itália em Comum - Partido Socialista Italiano - Partido Republicano Italiano - Team Köllensperger                                                                                                 | Emma Bonino       | Liberalismo            | Partido da Aliança dos Liberais e Democratas pela Europa |

## Resultados Oficiais
| Partido                 | Partido                     | Votos      | %               | +/-   | Deputados | +/-     |
| ----------------------- | --------------------------- | ---------- | --------------- | ----- | --------- | ------- |
|                         | Liga Norte                  | 9 175 208  | 34,26 / 100,00  | 28,11 | 28 / 73   | 23      |
|                         | Partido Democrático         | 6 089 853  | 22,74 / 100,00  | 18,07 | 19 / 73   | 12      |
|                         | MoVimento 5 Estrelas        | 4 569 089  | 17,06 / 100,00  | 4,09  | 14 / 73   | 3       |
|                         | Força Itália                | 2 351 673  | 8,78 / 100,00   | 8,03  | 6 / 73    | 7       |
|                         | Irmãos de Itália            | 1 726 189  | 6,44 / 100,00   | 2,78  | 5 / 73    | 5       |
|                         | Mais Europa                 | 833 343    | 3,11 / 100,00   | Novo  | 0 / 73    | Novo    |
|                         | Europa Verde                | 621 492    | 2,32 / 100,00   | 1,41  | 0 / 73    | Estável |
|                         | A Esquerda                  | 465 092    | 1,75 / 100,00   | 2,28  | 0 / 73    | 3       |
|                         | Partido Comunista           | 235 542    | 0,88 / 100,00   | Novo  | 0 / 73    | Novo    |
|                         | Partido Animalista          | 160 270    | 0,60 / 100,00   | Novo  | 0 / 73    | Novo    |
|                         | Partido Popular Sul Tirolês | 141 353    | 0,53 / 100,00   | 0,03  | 1 / 73    | Estável |
|                         | Outros (com menos de 0,50%) | 408 845    | 3,01 / 100,00   |       | 0 / 73    |         |
| Votos inválidos         | Votos inválidos             | 994 450    | 3,59 / 100,00   | 1,71  |           |         |
| Total                   | Total                       | 27 780 855 | 100,00 / 100,00 |       | 73 / 73   |         |
| Eleitorado/Participação | Eleitorado/Participação     | 50 977 280 | 54,50 / 100,00  | 2,72  |           |         |
| Fonte                   | Fonte                       | [ 4 ]      | [ 4 ]           | [ 4 ] | [ 4 ]     | [ 4 ]   |

#### Deputados Antes/Depois do Brexit
| Partido | Partido                     | Antes   | Depois  | +/-     |
| ------- | --------------------------- | ------- | ------- | ------- |
|         | Liga Norte                  | 28 / 73 | 29 / 76 | 1       |
|         | Partido Democrático         | 19 / 73 | 19 / 76 | Estável |
|         | MoVimento 5 Estrelas        | 14 / 73 | 14 / 76 | Estável |
|         | Força Itália                | 6 / 73  | 7 / 76  | 1       |
|         | Irmãos de Itália            | 5 / 73  | 6 / 76  | 1       |
|         | Partido Popular Sul Tirolês | 1 / 73  | 1 / 76  | Estável |
| Total   | Total                       | 73 / 73 | 76 / 76 | 3       |

## Resultados por Círculos Eleitorais
| Círculo eleitoral      | %    | D  | %    | D  | %    | D   | %    | D  | %   | D   | %   | D  | %   | D  | %   | D  | %   | D   | D  | Votantes   |
| Círculo eleitoral      | LN   | LN | PD   | PD | M5S  | M5S | FI   | FI | FDI | FDI | +E  | +E | EV  | EV | LS  | LS | SVP | SVP | D  | Votantes   |
| ---------------------- | ---- | -- | ---- | -- | ---- | --- | ---- | -- | --- | --- | --- | -- | --- | -- | --- | -- | --- | --- | -- | ---------- |
| Itália Norte-Ocidental | 40,6 | 9  | 23,5 | 5  | 11,1 | 2   | 8,8  | 2  | 5,6 | 2   | 3,2 | -  | 2,5 | -  | 1,5 | -  | -   | -   | 20 | 8 141 323  |
| Itália Norte-Oriental  | 40,9 | 7  | 23,8 | 4  | 10,3 | 2   | 5,8  | -  | 5,7 | 1   | 3,5 | -  | 3,2 | -  | 1,5 | -  | 2,4 | 1   | 15 | 5 992 304  |
| Itália Central         | 33,4 | 6  | 26,9 | 4  | 15,9 | 2   | 6,2  | 2  | 7,0 | 1   | 3,0 | -  | 2,2 | -  | 2,2 | -  | -   | -   | 15 | 5 707 334  |
| Itália Meridional      | 23,5 | 5  | 17,9 | 4  | 29,1 | 6   | 12,3 | 2  | 7,5 | 1   | 3,2 | -  | 1,7 | -  | 2,0 | -  | -   | -   | 18 | 5 818 976  |
| Itália Insular         | 22,5 | 2  | 18,5 | 2  | 29,8 | 2   | 14,7 | 1  | 7,2 | 1   | 2,0 | -  | 1,3 | -  | 1,7 | -  | -   | -   | 8  | 2 120 778  |
| Estrangeiro            | 18,0 | -  | 32,4 | -  | 13,8 | -   | 6,0  | -  | 2,5 | -   | 8,8 | -  | 9,8 | -  | 4,0 | -  | 0,7 | -   | -  | 127 926    |
| Itália                 | 34,3 | 29 | 22,7 | 19 | 17,1 | 14  | 8,8  | 7  | 6,5 | 6   | 3,1 | -  | 2,3 | -  | 1,7 | -  | 0,5 | 1   | 73 | 27 654 036 |

## Composição 2019-2024

### Partidos Nacionais
| Partido | Partido                     | Deputados | Grupo                                             |
| ------- | --------------------------- | --------- | ------------------------------------------------- |
|         | Liga Norte                  | 28 / 73   | Identidade e Democracia                           |
|         | Partido Democrático         | 19 / 73   | Aliança Progressista dos Socialistas e Democratas |
|         | MoVimento 5 Estrelas        | 14 / 73   | Sem grupo                                         |
|         | Força Itália                | 6 / 73    | Grupo do Partido Popular Europeu                  |
|         | Irmãos de Itália            | 5 / 73    | Reformistas e Conservadores Europeus              |
|         | Partido Popular Sul Tirolês | 1 / 73    | Grupo do Partido Popular Europeu                  |

### Grupos Parlamentares
| Grupo | Grupo                                             | Deputados |
| ----- | ------------------------------------------------- | --------- |
|       | Identidade e Democracia                           | 28 / 73   |
|       | Aliança Progressista dos Socialistas e Democratas | 19 / 73   |
|       | Sem grupo                                         | 14 / 73   |
|       | Grupo do Partido Popular Europeu                  | 7 / 73    |
|       | Reformistas e Conservadores Europeus              | 5 / 73    |